# Азарёнок, Григорий Юрьевич
Григо́рий Ю́рьевич Азарёнок (бел. Рыгор Юр’евіч Азаронак; род. 18 октября 1995, Минск) — белорусский телеведущий, журналист и пропагандист. Сын кинематографиста, журналиста и телеведущего Юрия Азарёнка.
С конца 2019 года выступает на телевидении на политические темы. Получил широкую известность в ходе протестов в Беларуси 2020—2021 годов своими выступлениями в поддержку действующего президента Беларуси Александра Лукашенко.
Как «пропагандист режима Лукашенко» находится под санкциями Евросоюза и ряда других стран.

## Биография

### Первые годы
Григорий Юрьевич Азарёнок родился в Минске 18 октября 1995 года в Минске, в семье белорусского кинематографиста, председателя Национальной государственной телекомпании Беларуси Юрия Владимировича Азарёнка (1965—2025) и сотрудницы Минсктранса, по состоянию на 2021 год работала кондуктором в автобусе. Живёт вместе с родителями в столичном микрорайоне Малиновка, в панельной многоэтажке рядом с кольцевой. По примеру отца окончил Белорусскую государственную академию искусств по специальности «Режиссура кино и телевидения», дипломной работой был документальный фильм «Солдат Христа», одним из главных героев которого стал российский писатель-конспиролог Юрий Воробьевский. После окончания учёбы прошёл службу в Вооружённых силах Белоруссии в 56-м отдельном Тильзитском ордена Красной Звезды полку связи. Его присягу и сюжеты об армейской жизни регулярно снимал телеканал СТВ, в армии Григорий также руководил местным Домом культуры. Демобилизовался в звании ефрейтора, хотя в одном из интервью заявлял, что министр обороны присвоил ему звание лейтенанта запаса. После армии Григорию предложили «попробовать себя в КГБ», но он отказался, так как руководитель СТВ Кирилл Казаков сказал, что у него «будет возможность послужить родине и без погон с голубыми линиями».

### Работа на телевидении
Уже на третьем курсе начал работать на государственном минском телеканале «Столичное телевидение» (СТВ), освещая преимущественно работу колхозов и заводов. Политический сюжет Азарёнка, в котором он назвал несистемную оппозицию Беларуси «творческим коллективом клоунов», «армией безумных болтунов» с «фрейдистскими комплексами» был отмечен в публикации газеты «Наша Ніва» 20 ноября 2019 года, что является первым упоминанием его биографии среди широкой аудитории. После этого он попал в раздел «Авторская журналистика на СТВ», где представлял три практически идентичные рубрики.
В апреле 2020 года Азарёнок в эфире СТВ назвал болезнь коронавирусной инфекции COVID-19 «танцем коронобесия» и выдвинул конспирологическую теорию связи её появления с биологическим оружием США, при этом высоко оценив позицию правительства Белоруссии, пассивно реагирующей на противодействие пандемии.
В мае 2023 года стал ведущим авторской программы на интернет-канале Соловьёв Live.

### Во время протестов в Беларуси 2020—2021 годов
Нет никакой журналистики, не существует никакой журналистской этики. Есть солдаты информационной войны и те, кто пишет прогноз погоды. Всё.
Во время выборов президента Беларуси 2020 года регулярно выпускал в прайм-тайм сюжеты в поддержку действующего президента Белоруссии Александра Лукашенко, которые вычитывал глава СТВ Кирилл Казаков. Наиболее заметными из них оказались репортаж о сотрудничестве кандидата в президенты Светланы Тихановской с французским политическим журналистом Бернаром-Анри Леви, которого Григорий назвал «автором цветных революций». Азарёнок публично обвинил штаб Тихановской в обозначении намерений построить в Беларуси «болотный концлагерь» и заявил, что в стране есть «опыт в борьбе с ползучими гадами и трясиной».
В сентябре 2020 года Азарёнок снял телесюжет, утверждающий, что в центрах изоляции Окрестина условия для содержания задержанных были комфортными. Телесюжет был раскритикован в СМИ. За сюжет о похоронах Романа Бондаренко на Азарёнка подала в суд мать убитого: в сюжете использовались материалы тайного прослушивания её телефонных разговоров.
Заметными в СМИ стали интервью Азарёнка с командиром минского ОМОНа Дмитрием Балабой, историком Вадимом Гигиным и брестским блогером Алексеем Голиковым. Журналисту поступают регулярные угрозы от белорусских оппозиционеров. Азарёнок говорил, что привык к жизни на фоне ежедневных угроз, но обещал «добить революцию».
Летом 2020 года Азарёнок запустил программу «Тайные пружины политики 2.0» (название — отсылка к проекту отца двадцатилетней давности). В одном из интервью Григорий так описал историю появления программы: в августе 2020 года государственные СМИ были в изоляции, «вокруг них создали вакуум». «Официальную информацию давали, но её никто не слышал, потому что отсекли от всех каналов. Поэтому надо было разрушить эти стены, разорвать эту колючую проволоку вокруг нас. А для этого надо было проговориться так, чтобы люди поняли: у государства есть голос». Также 30 эфиров выходила рубрика «Орден Иуды», в которых ведущий рассказывал об организаторах и активных участниках протестов. Оперативная рабочая группа по стратегическим коммуникациям отметила как пример пропаганды в Белоруссии передачи Азарёнка, ибо в них дезинформация сопровождается языком вражды. Вместе с постоянным экспертом «Ордена Иуды» — психологом из Риги Аленой Дзиодзиной, организовал рубрику «Паноптикум» с аналогичным вышеуказанной программе содержанием.
На одном из воскресных протестных маршей толпа обступила Азарёнка, а переводчица Ольга Калацкая ударила его по лицу. Её задержали через два месяца и обвинили в злостном хулиганстве, суд приговорил её к двум годам ограничения свободы без направления в учреждение закрытого типа, а в июле 2021 года она стала подозреваемой по новому делу — об организации и подготовке действий, грубо нарушающих общественный порядок, грозило до шести лет тюрьмы. До суда Ольга Калацкая находилась в СИЗО, у неё дома осталась 90-летняя мать, за которой ухаживали друзья Ольги. Иск в отношении Калацкой подал Следственный комитет Беларуси. Азарёнок выступал в этом деле потерпевшим, в суде заявлял об отсутствии претензий и ходатайствовал о прекращении дела.
Во время послания «белорусскому народу и Национальному собранию» 28 января 2022 года Александр Лукашенко посоветовал уехавшим после политического кризиса 2020 года белорусам возвращаться домой, а затем предложил для решения «этой проблемы» создать «общественную комиссию» во главе с генпрокурором и ведущим СТВ Григорием Азарёнком.

### Предполагаемая попытка похищения и убийства
2 июля 2021 года президент Беларуси Александр Лукашенко заявил о попытке похищения и убийства Григория Азарёнка, пресечённой государственными службами. Он сказал, что «участники похищения Азарёнка хотели, чтобы он сам себе отрезал язык ножницами». «Если не сделает сам — тот, кто был нанят за $10 тысяч, — деньги были перечислены, — должен был осуществить эту операцию, заснять на камеру и выложить в интернет». Лукашенко сказал, что для поимки преступников было принято решение привлечь Азарёнка к операции. «Это было опасно. Но он как настоящий мужик пошёл. И что удивительно — он первым с бандюгой, который шёл на него, и он знал, что он вооружён, начал драку. Он повалил его и начал с ним бороться. Буквально секунды — и были захвачены эти мерзавцы», — сообщил Лукашенко. Телеканал СТВ привёл задокументированные угрозы в адрес телеведущего. О дальнейшей судьбе задержанных не сообщалось.
Журналисты издания TUT.BY заявили о наличии множества сомнительных элементов в этой истории. Среди нестыковок: по словам Лукашенко, покушение было ночью, но на кадрах в телесюжетах светлое время суток, местные жители заметили установку видеокамер и летающий дрон в день покушения в 18:00, а уже в 20:00 камер не было, во дворе практически не было случайных прохожих, а те несколько, что были, как по команде бросились участвовать в задержании и снимать происходящее на видеокамеры, чтобы потом вместе с остальными сесть в припаркованный микроавтобус. Кроме того, вызвали подозрения и записи из заранее установленной в машине нападавших скрытой камеры, а сама драка была продолжительностью едва в пару секунд, и уже до её начала со стороны автостоянки к месту потасовки бежал некто из силовиков. Сергей Соловьёв, журналист «Нового Часа», разделил сомнения коллег в правдивости покушения: дневные съёмки оперативной хроники не соответствовали объявленному ночному нападению, в парке в момент инцидента не было простых минчан, а в машине нападавших уже заранее было установлено не менее двух камер.
По мнению российского политолога Андрея Суздальцева, смысла в покушении врагам «режима Лукашенко» на Азарёнка не было, потому что тот сам выступает индикатором восприятия мира Александром Лукашенко и активно дискредитирует власть. Белорусский политолог Павел Усов разделил эту точку зрения, ибо «реальное убийство Азарёнка распугало бы всех пропагандистов и идеологов, работающих на режим».

### Награждение кувалдой
В апреле 2023 года, в день ежегодного республиканского субботника, был награждён Александром Лукашенко кувалдой, ставшей одним из символов российской ЧВК «Вагнер».

## Международные санкции
20 ноября 2020 года внесён в санкционные списки Литвы, Латвии и Эстонии, а 2 декабря 2021 года попал под санкции Великобритании. В марте 2022 года Григорий Азарёнок включён в санкционный список Канады, в июне 2022 года попал под санкции Швейцарии.
В июне 2022 года против Азарёнка введены санкции всех стран Евросоюза как против одного из главных пропагандистов и сторонников режима Лукашенко, ответственного за противодействие демократических переменам в Беларуси:

Григорий Азарёнок — один из главных пропагандистов режима Лукашенко. Он является политическим обозревателем, автором и ведущим еженедельных пропагандистских передач на государственном телеканале «СТВ». В своих передачах он одобряет насилие против несогласных с режимом Лукашенко и систематически использует уничижительные выражения в адрес активистов, журналистов и других противников режима Лукашенко. Александр Лукашенко наградил его медалью «За мужество». Таким образом, он получает выгоду от режима Лукашенко и поддерживает его— «Официальный журнал Европейского союза», Брюссель, 3 июня 2022 года.
15 января 2023 года, на фоне вторжения России на Украину, был внесён в санкционный список Украины.

## Оценки
По мнению преподавателя Университета Шеффилда, исследователя пропаганды и дезинформации Ильи Яблокова, выступления Азарёнка направлены на создание ядра преданной и готовой соглашаться во всём с авторами аудитории, а также преследуют цель испугать и унизить несогласных. Самого журналиста он сравнивал с Радио тысячи холмов.

## Награды
- Медаль «За отвагу» — «за смелость и гражданское мужество в условиях, связанных с опасностью для здоровья»[5] (Беларусь, 2 января 2021)[27].
- В июле 2021 года получил вторую неназванную награду, на церемонии присутствовали силовики[4].